# الدوري الجنوبي لكرة القدم 1898–99
الدوري الجنوبي لكرة القدم 1898–99 (بالإنجليزية: 1898–99 Southern Football League)‏ هو موسم من الدوري الجنوبي الممتاز. فاز فيه نادي ساوثهامبتون.